# 100 років пожежному автомобілю України (монета)
«100 ро́ків поже́жному автомобі́лю Украї́ни» — ювілейна монета номіналом 5 гривень, випущена Національним банком України, присвячена появі на вулицях Києва перших в Україні пожежних машин, що були переобладнані з міських автобусів фірми Бенц-Гаггенау.
Монету введено в обіг 3 жовтня 2016 року. Вона належить до серії «Інші монети».

## Опис монети та характеристики
| Номінал грн. | Метал      | Маса, г | Діаметр, мм | Якість виготовлення       | Гурт     | Тираж, штук                                        |
| ------------ | ---------- | ------- | ----------- | ------------------------- | -------- | -------------------------------------------------- |
| 5            | нейзильбер | 16,54   | 35,0        | спеціальний анциркулейтед | рифлений | 40 000 (у тому числі 20 000 у сувенірній упаковці) |

### Аверс
На аверсі монети розміщено: угорі напис «УКРАЇНА» та малий Державний Герб України; у центрі на дзеркальному тлі зображено каску і пожежні інструменти; унизу — номінал «5/ГРИВЕНЬ», рік карбування монети «2016» (ліворуч) та логотип Банкнотно-монетного двору Національного банку України (праворуч).

### Реверс
На реверсі монети зображено кольоровий пожежний автомобіль з пожежниками (використано тамподрук) та написи «ПОЖЕЖНИЙ АВТОМОБІЛЬ» (угорі), «100/РОКІВ» (унизу).

20000 монет із загального тиражу було випущено у буклетах
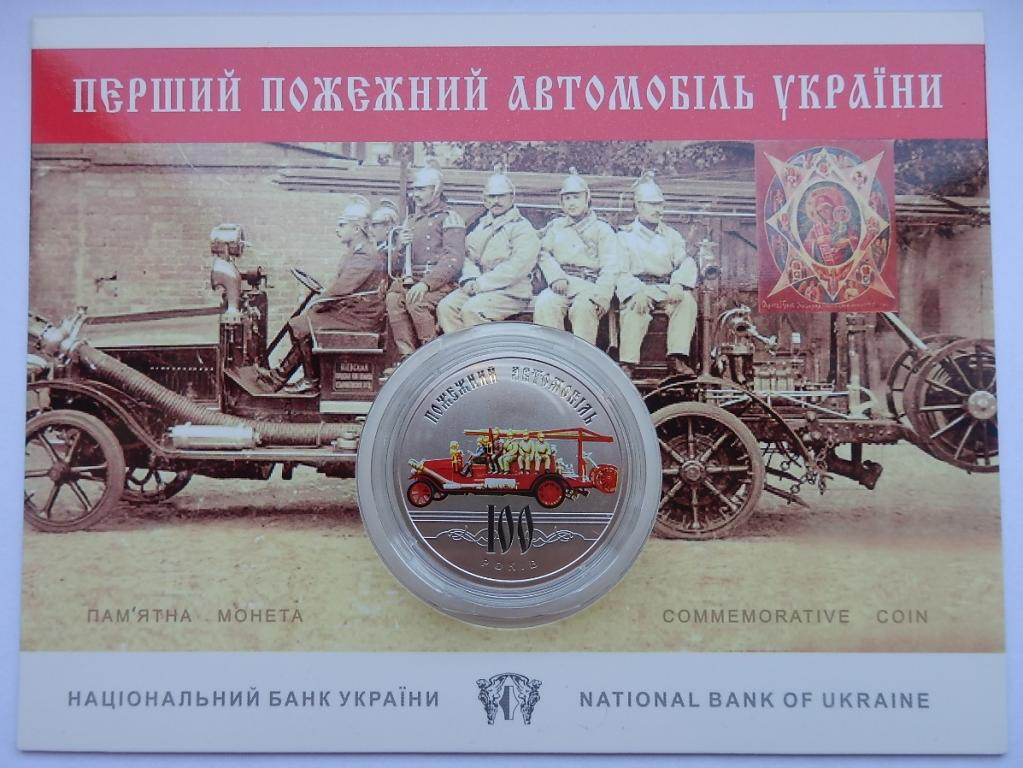
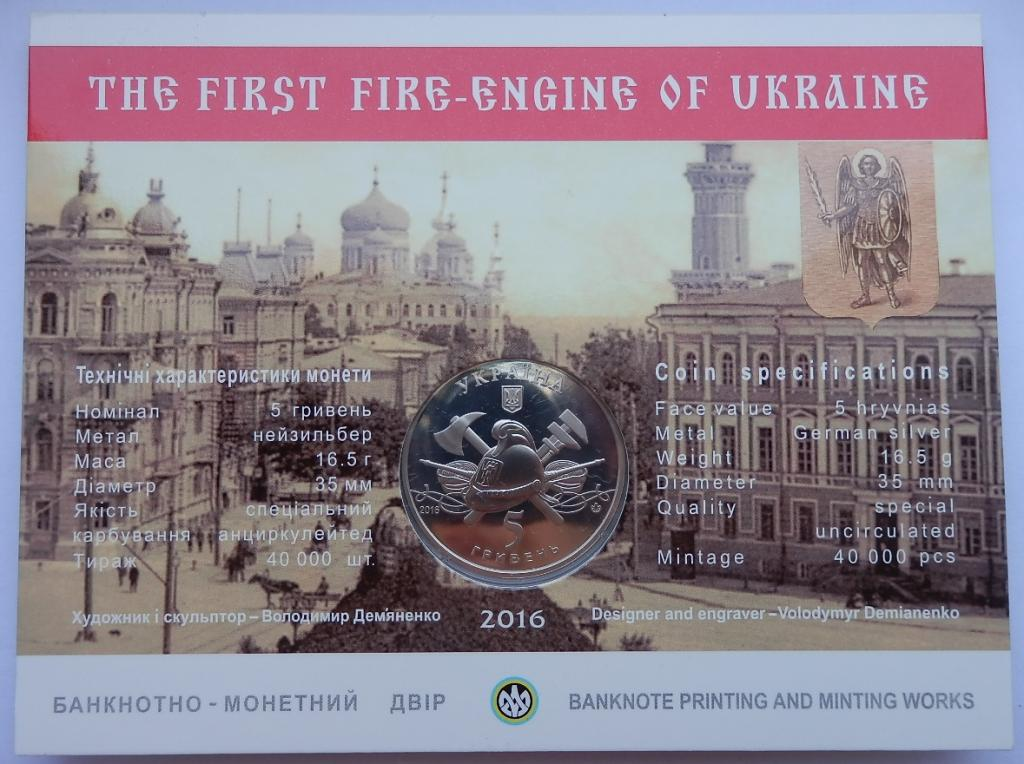

## Автори

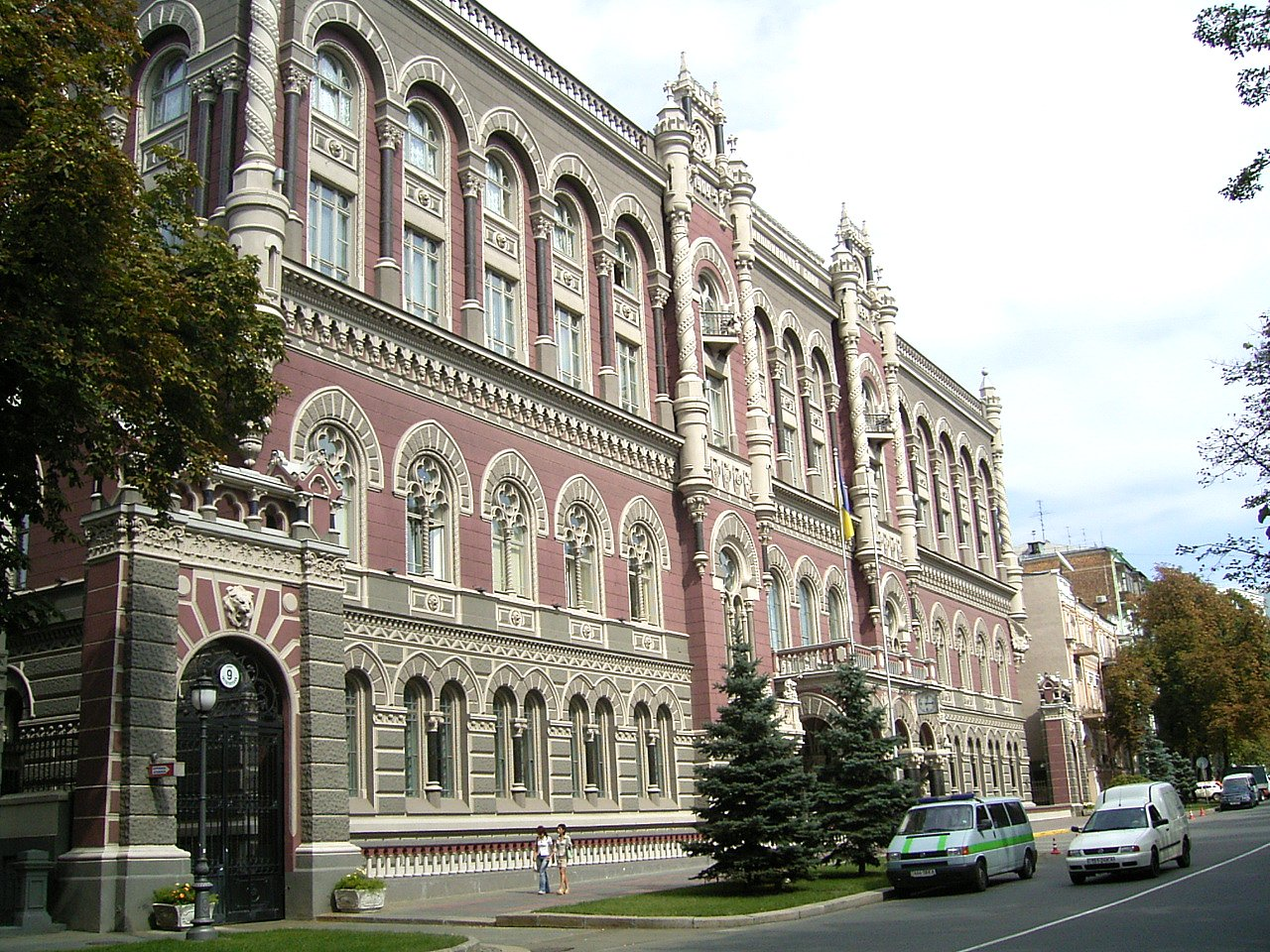
Будівля Національного банку України

- Художник — Дем'яненко Володимир.
- Скульптор — Дем'яненко Володимир.

## Вартість монети
Під час введення монети в обіг 2016 року, Національний банк України реалізовував монету через свої філії за ціною 38 гривень.
Фактична приблизна вартість монети, з роками змінювалася так:
| Рік        | 2017 | 2018 | 2019 | 2020 | 2021 | 2022 | 2023 | 2024  | 2025  |
| ---------- | ---- | ---- | ---- | ---- | ---- | ---- | ---- | ----- | ----- |
| Ціна, грн. | 130  | 145  | 155  | 160  | 370  | 520  | 700  | 1 240 | 1 290 |